# اوتلندز، نیو ساوت ولز
اوتلندز (به انگلیسی: Oatlands) یک حومه شهر در استرالیا است که در نیو ساوت ولز واقع شده‌است.